# ASC Pty Ltd
ASC Pty Ltd (Australian Submarine Corporation) — государственная корпорация Австралии, занимающаяся строительством подводных лодок.
Штаб-квартира находится в Осборне — пригороде на северо-западе города Аделаида, штата Южная Австралия.
Штат компании — 2400 человек, включая 380 инженеров и технических специалистов

## История
Компания была основана в 1985 году путём образования совместного предприятия следующими компаниями:
- Kockums (разработчик подводных лодок типа «Коллинз»), Швеция.
- Австралийское отделение компании Chicago Bridge & Iron Company, Нидерланды.
- Wormald International (на тот момент принадлежала швейцарскому концерну Tyco)
- Australian Industry Development Corporation

В 1987 году компания выиграла контракт на строительство шести подводных лодок типа «Коллинз» для ВМС Австралии.
Производственная площадка совместного предприятия была размещена на отмели залива Сент-Винсент, строительство верфи началось 29 июня 1987 года, в ноябре 1989 года состоялось открытие верфи.
В 1990 году компании Chicago Bridge & Iron и Wormald International продали свои доли в предприятии компаниям Kockums и Australian Industry Development Corporation. Затем часть доли компании была продана компании James Hardie Industries.
5 апреля 2000 года, доля компании Kockums была выкуплена в госсобственность.
1 октября 2004 года название компании было изменено с «Australian Submarine Corporation Pty Limited» на «ASC Pty Ltd».

## Верфи
Основная верфь в заливе Сент-Винсент, город Осборн — пригород города Аделаида, штат Южная Австралия. Стоимость верфи 120 млн долларов.
В 2008 году была открыта верфь стоимостью 35 млн долларов в Австралийском морском комплексе (Australian Marine Complex) в Хендерсоне, Западная Австралия.

## Продукция

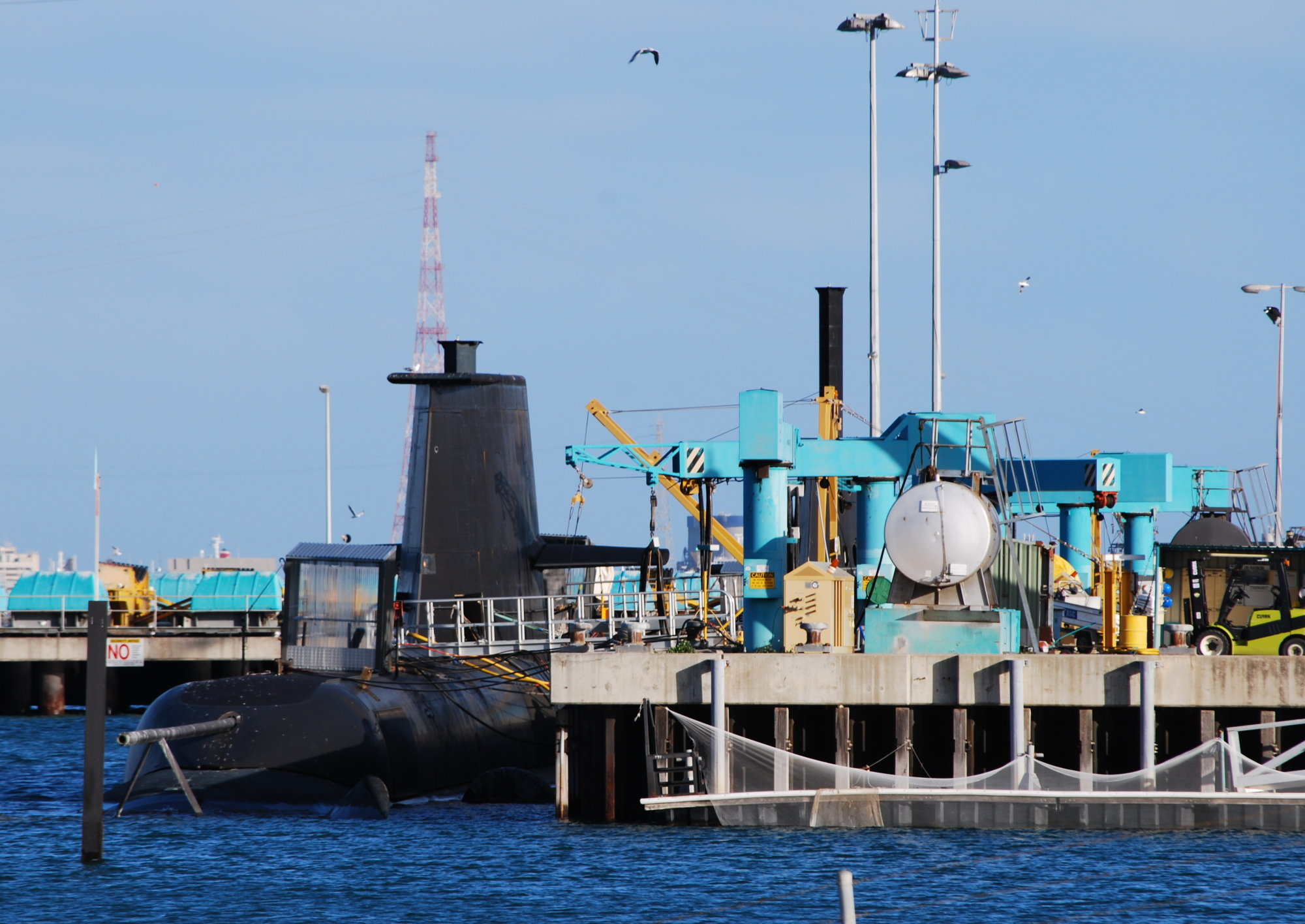
Подводная лодка типа «Коллинз» в доке ASC, 2008 год

### Подводные лодки типа «Коллинз»
Контракт 1987 года на шесть подводных лодок типа «Коллинз» был самым крупным оборонным заказом когда-либо подписанным в Австралии.
Проект испытывал трудности в 1990-х годах, стоимость поддержки на протяжении службы подводных лодок — 3,5 млрд долларов — оказалась слишком высокой, и ни один военно-морской флот не проявил интереса к приобретению лодок типа «Коллинз».
Лодки типа «Коллинз» являются самыми большими неатомными подводными лодками, состоящими на вооружении.
| Название          | Заводской номер | Дата закладки   | Спуск на воду   | Ввод в строй    |
| ----------------- | --------------- | --------------- | --------------- | --------------- |
| Коллинз Collins   | № 73            | 14 февраля 1990 | 28 августа 1993 | 27 июля 1996    |
| Фарнкомб Farncomb | № 74            | 1 марта 1991    | 15 декабря 1995 | 31 января 1998  |
| Уоллер Waller     | № 75            | 19 марта 1992   | 14 марта 1997   | 10 июля 1999    |
| Дешенё Dechaineux | № 76            | 4 марта 1993    | 12 марта 1998   | 23 февраля 2001 |
| Шиан Sheean       | № 77            | 17 февраля 1994 | 1 мая 1999      | 23 февраля 2001 |
| Рэнкин Rankin     | № 78            | 12 мая 1995     | 7 ноября 2001   | 29 марта 2003   |

### Заказ на Hobart-class destroyer
В 2005 году компания была выбрана правительством Австралии, совместно с двумя другими поставщиками, для постройки трёх новых противовоздушных эскадренных миноносцев (air warfare destroyers (AWD)) с комплексом Иджис — кораблей Hobart-class destroyer. Эсминцы планировались к поставке в 2013 году.
20 января 2006 года министр обороны Австралии объяявил, что новые корабли будут названы Hobart, Brisbane и Sydney.
Заказ на строительство трёх эсминцев был подписан 4 октября 2007 года. Стоимость контракта — 8 млрд долларов, включая опцию на четвёртый корабль. Срок сдачи кораблей определён: 2014—2017 годы.
Строителем кораблей была назначена корпорация ASC, при поставке 31-го сборного модуля (блоки) субподрядчиками — NQEA Australia и Forgacs Group (ранее занималась переоборудованием десантных вертолётоносцев типа «Канимбла», строительством отдельных блоков фрегатов типа «Анзак»), которые были выбраны в мае 2009 года. Но спустя два месяца NQEA была заменена на BAE Systems Australia.
Ошибки в корпусе первого блока и постоянные задержки работ заставили заново начать строительство эсминцев (AWD) в 2011 году.
Теперь сдача эсминца Hobart ожидается в марте 2016 года (на два года позже первоначально планировавшегося срока), эсминец Brisbane ожидается к сдаче в сентябре 2017 года, а Sydney — к июню 2019 года.

### Планы по постройке подводных лодок
Также ожидается, что компания построит подводные лодки, которые планируются на смену лодкам типа «Коллинз», когда истечёт срок их службы в 2025 году. Планируется постройка 12 лодок.
В 2009 году Австралийский институт стратегической политики — аналитический центр правительства Австралии, предположил, что новые лодки будут стоить более 36 млрд долларов — включая стоимость проектирования и постройки, и, таким образом, стоимость каждой лодки составит от 1,4 до 3 млрд долларов. Учитывая это мнение, проект представляется самым дорогим оборонным проектом, когда-либо начинавшимся Силами обороны Австралии.
Согласно исследованию сотрудника Австралийского института стратегии и политики Эндрю Дэвиса, сумма в 36 млрд долларов за 12 подводных лодок завышена, и по европейским ценам 12 лодок обойдутся всего в 8,8 млрд долларов.
В декабре 2010 года в обновлённом «Плане оборонной возможности 2009 года» (Defence Capability Plan) было указано, что стоимость проекта составит около 10 млрд долларов.
По сообщениям СМИ планы покупки 12 подводных лодок составлялись при участии бывшего премьер-министра Кевина Радда, за что получил неофициальное называние «подводные лодки Радда». После перехода на пост министра иностранных дел, Радд не смог поддерживать данную программу и появились сомнения в её реализуемости.